# Sihareo III
Sihareo III is een bestuurslaag in het regentschap Nias van de provincie Noord-Sumatra, Indonesië. Sihareo III telt 1768 inwoners (volkstelling 2010).